# Хай-кік

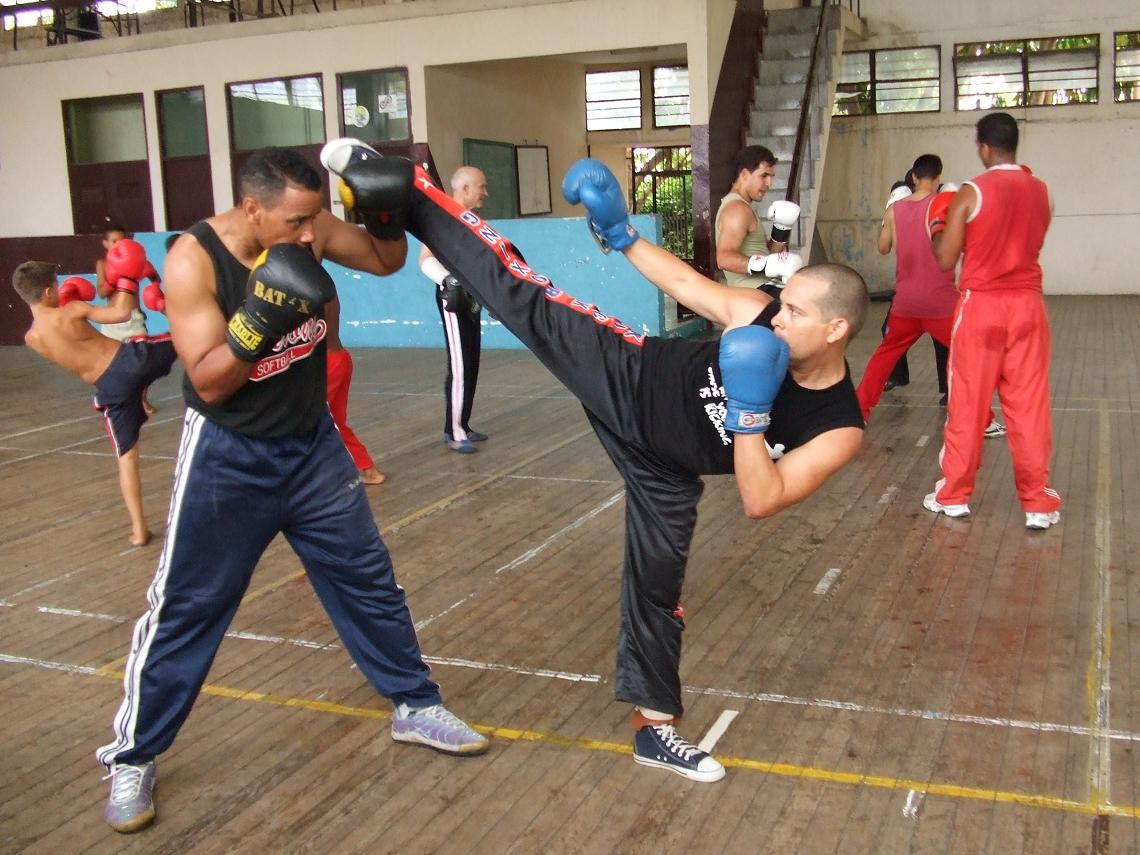
Хай-кік на тренуванні.

Хай-кік (англ. high kick — «високий удар») — 1) тип удару ногою, 2) термін, що характеризує висоту виконуваного удару. Хай-кік або високий удар — це практично будь-який удар, що виконується вище рівня плечового поясу, зокрема в голову. Як хай-кік найчастіше виконують кругові удари ногами, рідше бокові та фронтальні удари, а також удари з великою динамікою виконання: в стрибку і з розвороту.
Хай-кік — особливо небезпечний, нокаутуючий удар. Цей удар є типовим для таких бойових мистецтв як ушу, карате, тхеквондо, муай-тай, кікбоксинг тощо. 

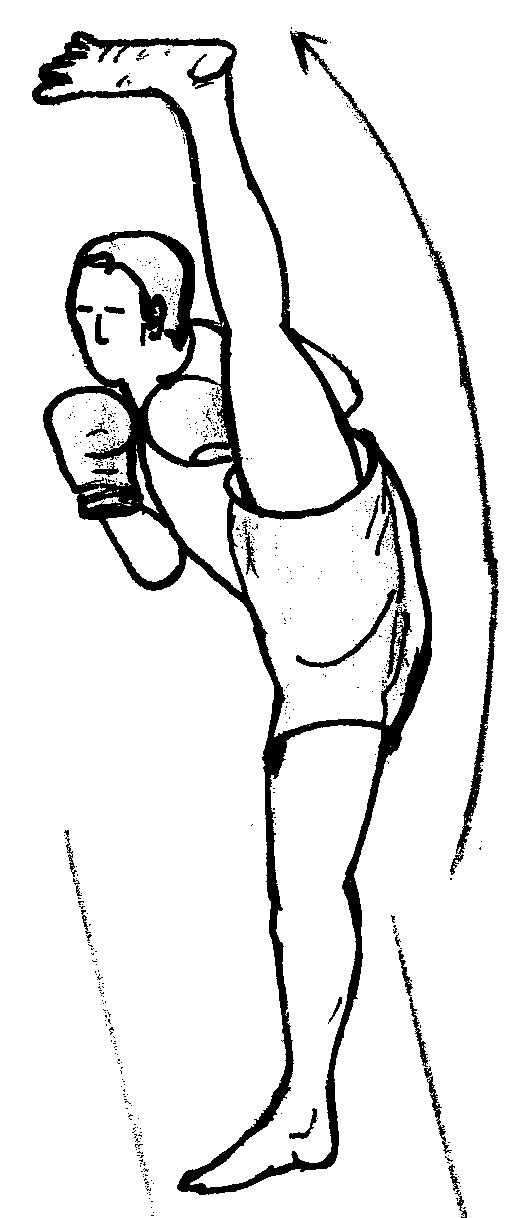
Боковий хай-кік лівою ногою
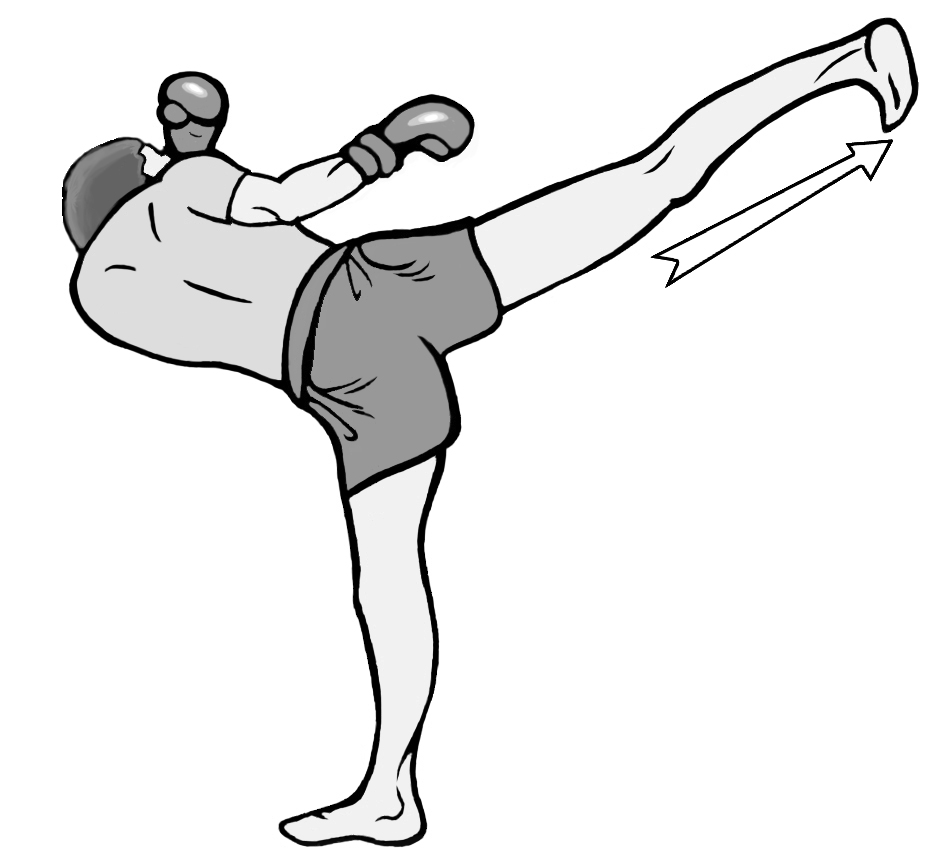
Боковий хай-кік правою ногою
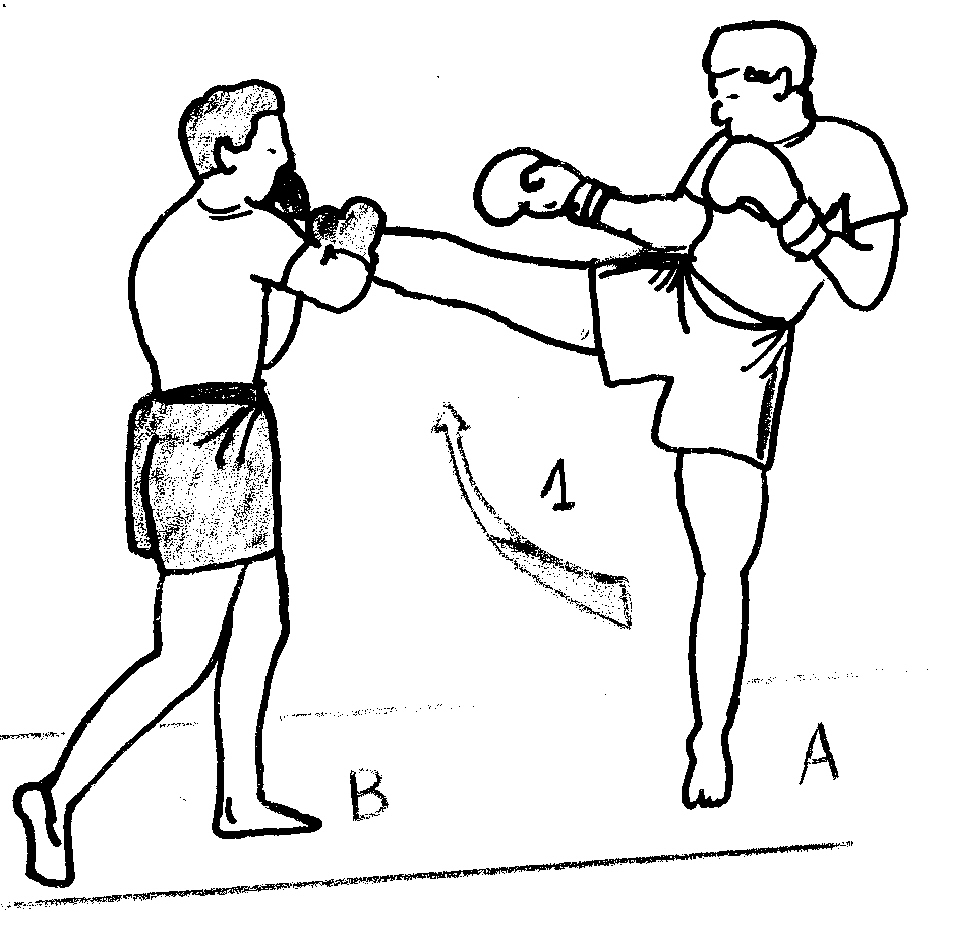
Круговий хай-кік правою ногою
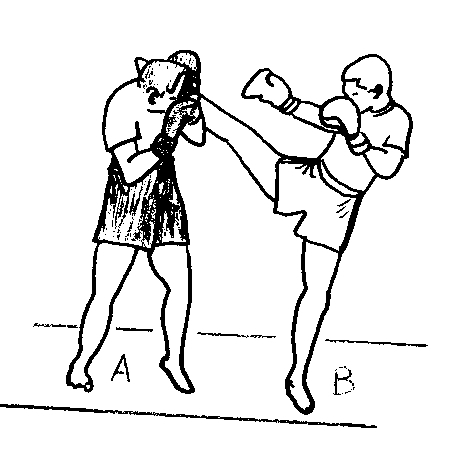
Блокування хай-кіка

| Зона ураження | Вид фізичної шкоди |
| ------------- | --- |
| Голова        | - Струс мозку - Ушкодження хрящів (ніс) - Ушкодження кісток (верхньощелепна і нижньощелепна кістка, вилична кістка, носова кістка, зуби) - Ушкодження органів зору і слуху |